# 印度尼西亞—荷蘭關係
印度尼西亚和荷兰在1949年建立了外交关系。两国之间有着一种特殊的关系，这种关系植根于两国数百年来共同的殖民互动历史中。它开始于香料贸易期间，荷兰在现在的印度尼西亚建立了荷兰东印度公司贸易站，直到20世纪中期才被殖民为荷屬東印度群島。印度尼西亚是荷兰最大的前殖民地。在21世纪初，荷兰政府承诺加强与印尼的关系，指出经济、政治和人际交往应进一步加强。

## 历史

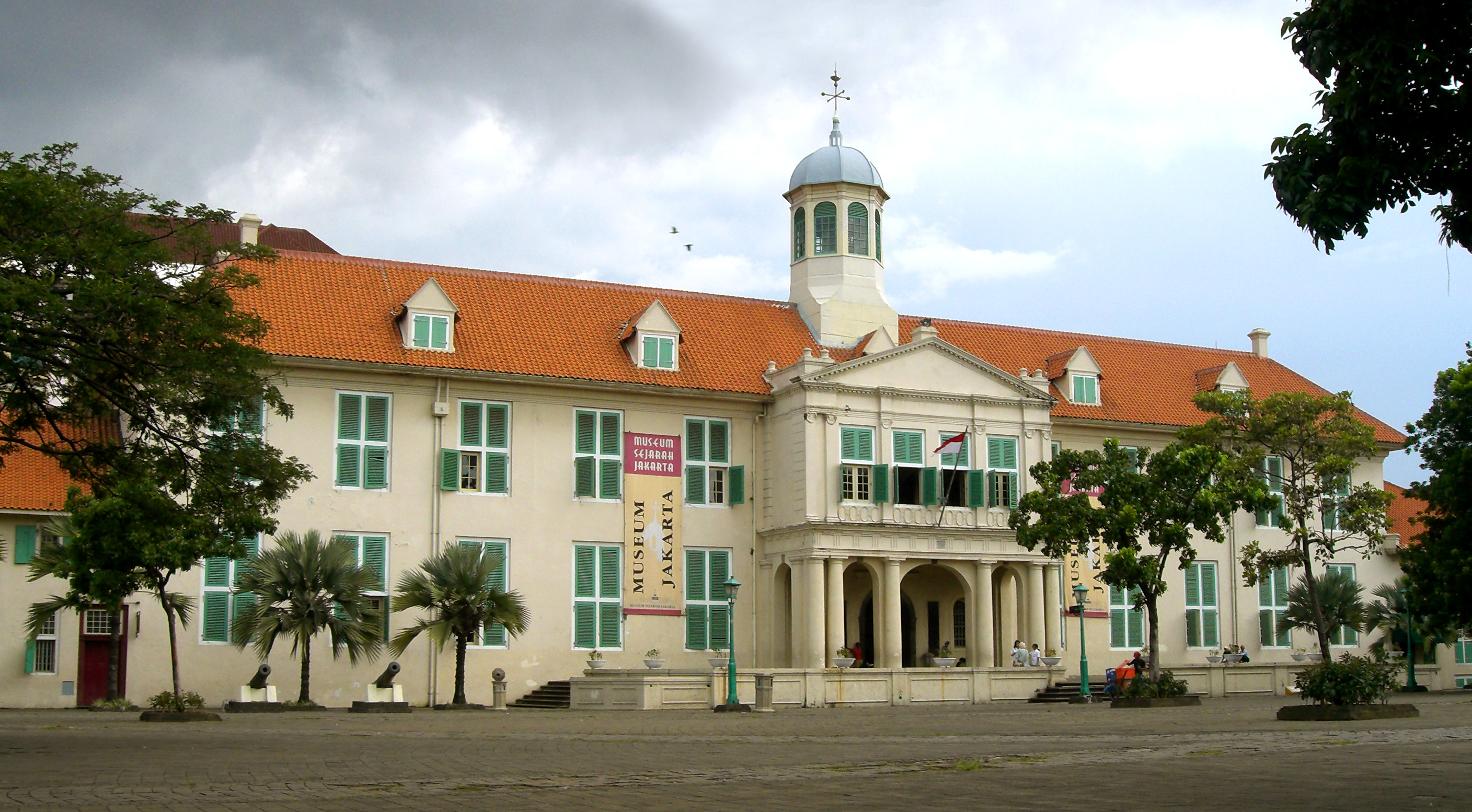
原荷兰东印度公司亚洲总部所在地，现为雅加达历史博物馆

1603年，荷兰东印度公司开始在现在的印度尼西亚开展业务，在那里它为了扩张业务而打了很多仗。虽然印尼历史上有其他欧洲殖民列强，但是荷兰巩固了他们对这个群岛的控制。1800年东印度公司破产后，1826年荷兰政府接管了群岛。在此之后，他们也与当地人作战，并强制执行了一段时间的强迫劳动和契约奴役，直到1870年。1901年，他们采纳了“荷兰伦理政策和印尼民族复兴政策”，其中包括对土著教育的投资有所增加和适度的政治改革。然而，直到20世纪，荷兰的统治才得到加强，成为后来的印度尼西亚。在第二次世界大战期间被日本占领后，荷兰试图重新建立自己的统治，在一场激烈的武装和外交斗争中，荷兰殖民最终于1949年12月结束。国际压力迫使荷兰正式承认印尼独立。1956年，由苏加诺领导的印尼政府断绝了与荷兰的所有外交关系，直到1968年，新秩序政府才恢复了这一关系。

## 高层互访

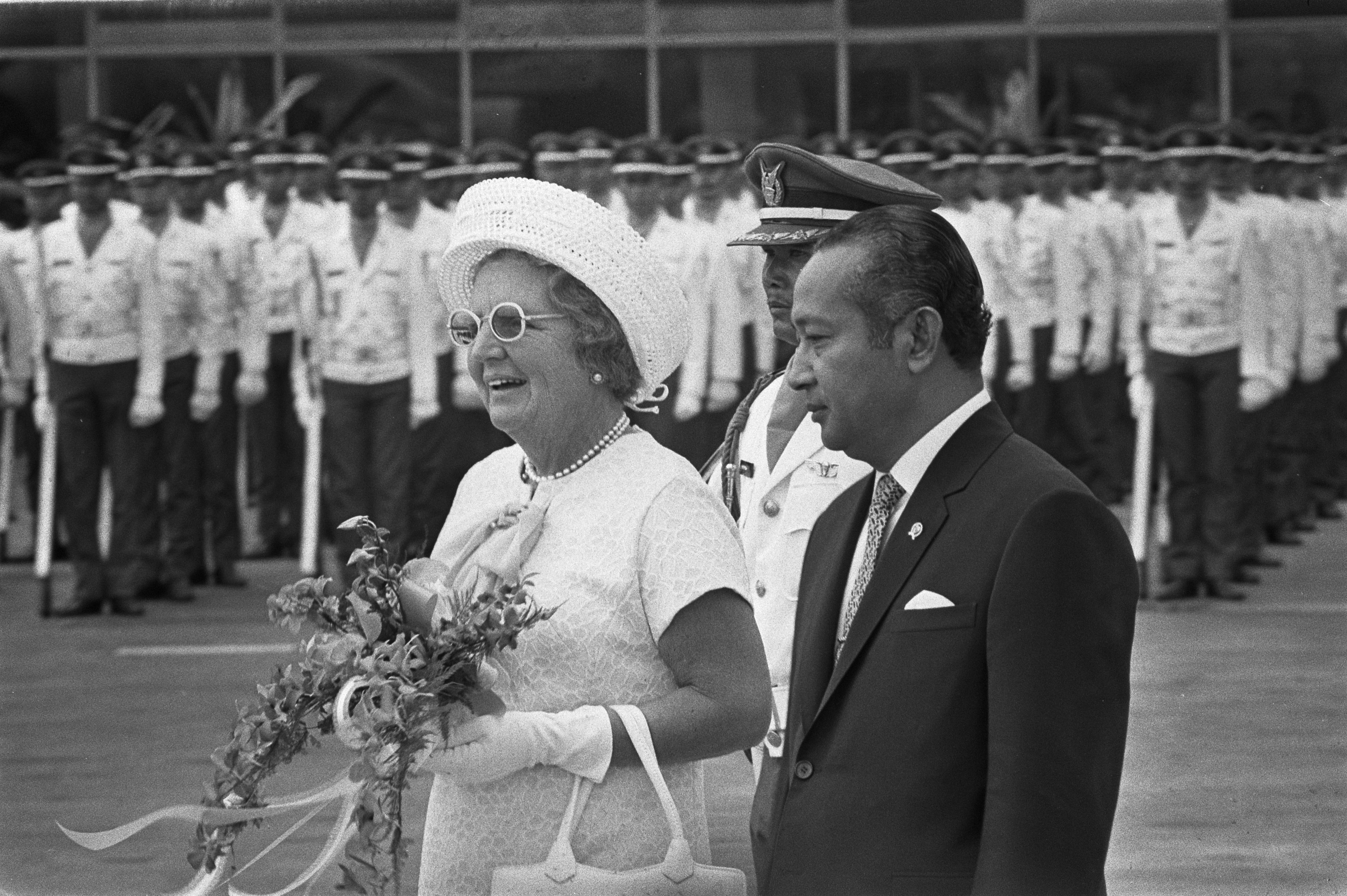
1971年，朱莉安娜女王访问印尼期间与苏哈托总统在雅加达合影

1970年，印尼独裁总统苏哈托对荷兰进行正式访问，荷兰女王朱丽安娜和王子伯恩哈德1971年对印度尼西亚进行了回访。1995年，贝娅特丽克丝女王和克劳斯亲王也曾对印度尼西亚进行过皇室访问。2016年4月22日，佐科·维多多总统对荷兰进行正式访问。2020年3月10日，威廉-亚历山大国王对印度尼西亚进行了一次皇家访问，并出人意料地为印尼独立初期荷兰使用的过度暴力道歉。

## 政治关系
自由巴布亚运动的分离主义意图破坏了两国之间的关系。此外，南马鲁古共和国也寻求从印度尼西亚独立出来。按照这种思路，他们曾在上世纪70年代和80年代袭击过荷兰的目标，试图迫使荷兰向印尼施压，允许其国家脱离印尼。当时，两国政治关系紧张，因为印尼官员拒绝访问荷兰，而这群人被允许向法庭提起诉讼。然而，荷兰外交部长于2005年访问印尼，庆祝印尼独立60周年，荷兰称这“标志着两国关系的一个历史性时刻”。在这次访问之后，印度尼西亚和荷兰之间的关系因在广泛领域扩大合作而进一步加强和加强。”
2010年，印尼总统苏西洛·班邦·尤多约诺取消了对荷兰的访问，因为该组织的活动人士要求荷兰法庭对他发出逮捕令。.这一举动受到了雅加达亲印尼的摩鹿加活动人士的谴责。